# Marlen Martynowitsch Chuzijew

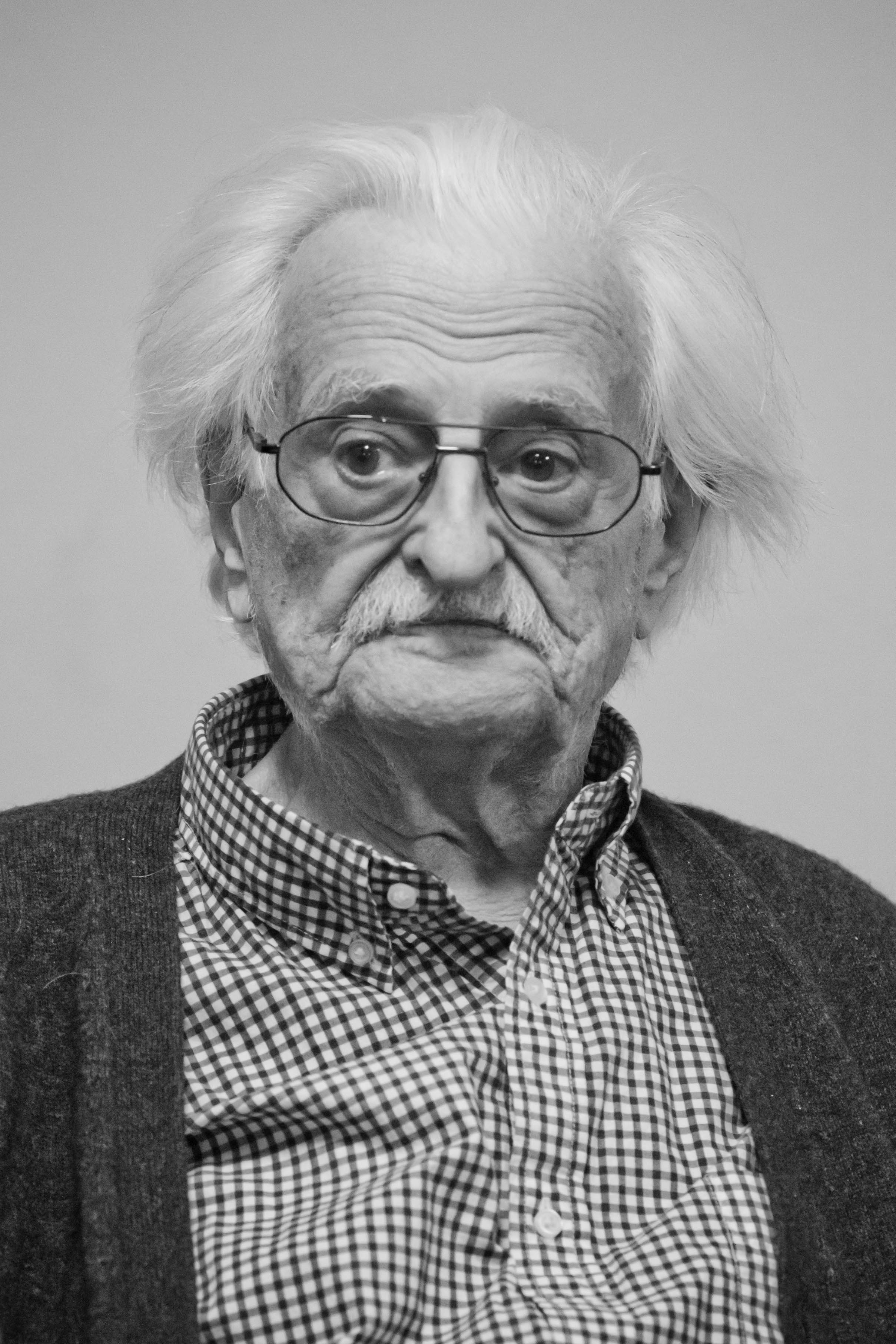
Marlen Martynowitsch Chuzijew (2018)

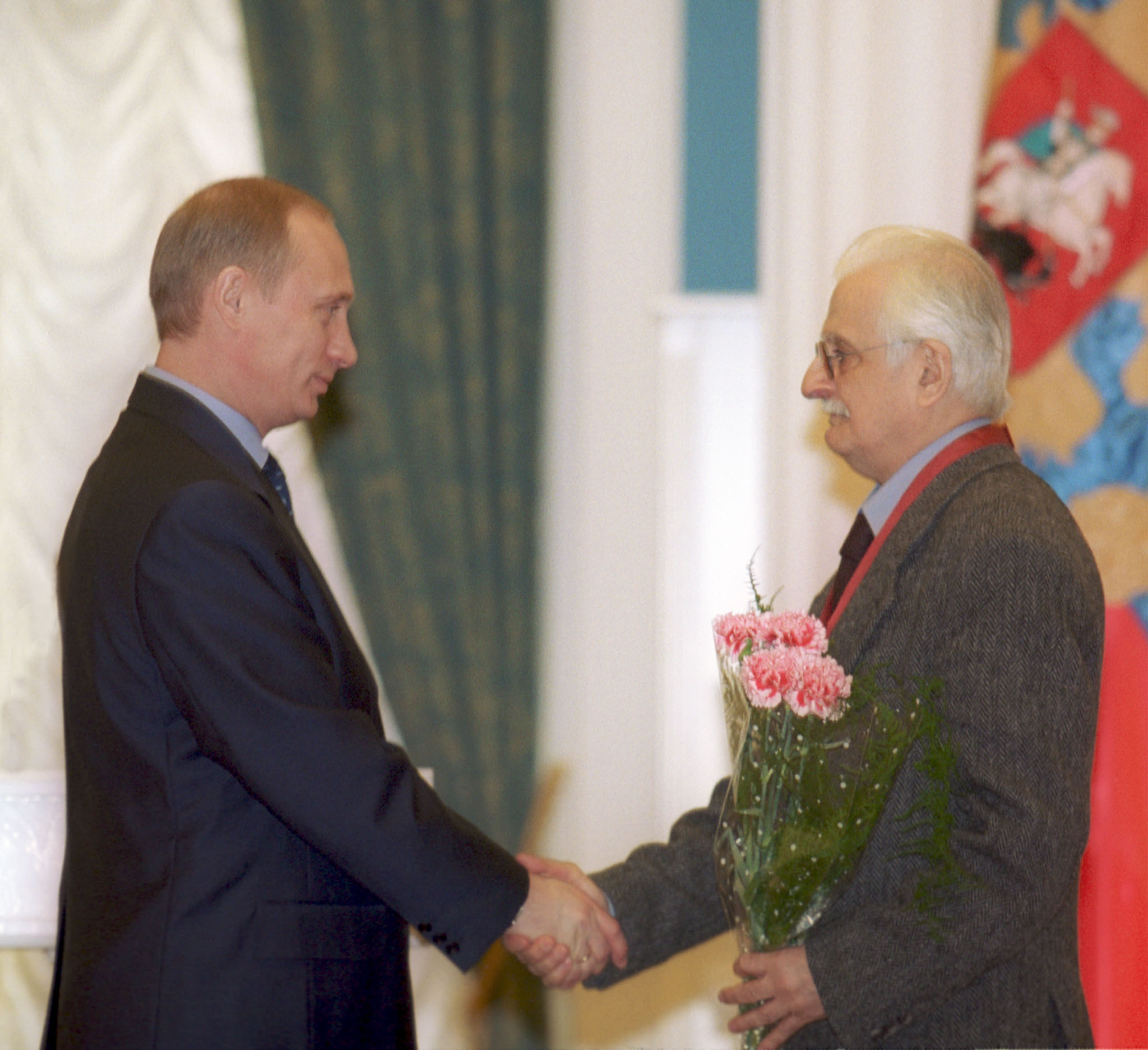
Marlen Chuzijew (rechts) mit Wladimir Putin (2001)

Marlen Martynowitsch Chuzijew (russisch Марлен Мартынович Хуциев, georgisch მარლენ ხუციევი Marlen Chuziewi; * 4. Oktober 1925 in Tiflis, Georgische SSR, UdSSR; † 19. März 2019 in Moskau) war ein sowjetisch-russischer Filmregisseur, Drehbuchautor und Schauspieler georgischer Herkunft, dessen Filme die sowjetische Tauwetter-Periode der 1960er-Jahre prägten.

## Leben und Wirken
Chuzijew stellte (nach seinem Debüt 1956) im Jahr 1962 unter dem Titel Sastawa Iljitscha (dt. Der Vorposten des Iljitsch) seinen zweiten Film fertig; doch er gelang wegen der Zensur jahrelang nicht zur Aufführung; dem Regisseur wurde vorgeworfen, „Die Nichtstuer und moralisch zersetzenden Typen“ würden nicht richtig „angeprangert“. Chuzijew erklärte sich schließlich bereit, Kernszenen neu zu drehen und ihrem Gehalt nach zu verändern. Andere Sequenzen wurden fast komplett gestrichen, als schließlich Mne dwadzat Let 1965 ins Kino kam. Auch ein 20-minütiger Dichterabend der lyrischen Avantgarde um Jewgeni Jewtuschenko, Andrej Wosnessenski und Bella Achmadulina fiel der Zensur zum Opfer. Die damalige Kulturministerin Jekaterina Furzewa selbst hatte Chuzijew ermöglicht, eine solche Lesung eigens für den Film im Polytechnischen Museum zu inszenieren, und war später eine der wenigen Unterstützer des Films in seiner ursprünglichen Fassung.
Mit Ich bin zwanzig Jahre alt gelang Chuzijew dann 1965 ein Erfolg bei der europäischen Filmkritik. Der Film thematisiert den Generationenkonflikt zwischen der jungen Generation und der Kriegsgeneration.  Die Wiederaufführung erfolgte schließlich 1965, und der Regisseur konnte mehrere internationale Auszeichnungen gewinnen, darunter den Spezialpreis der Jury beim Filmfestival von Venedig. 2009 hatte Chuzijew in einer Revolte von mehreren Regisseuren gegen den Oscar-Preisträger Nikita Michalkow den Vorsitz im Filmemacherverband übernommen.
2015 erhielt er den Lifetime Achievement Award des Internationalen Filmfestivals von Locarno.

## Filmografie (Auswahl)
- 1956: Frühling in der Saretschnaja-Straße (Wesna na Saretschnoi ulize) – Co-Regie mit Felix Mironer
- 1958: Die beiden Fjodors (Dwa Fjodora)
- 1965: Ich bin zwanzig Jahre alt / Ich bin zwanzig (Mne dwadzat let) – eine unzensierte Fassung wurde erst 1990 unter dem Titel Застава Ильича (Der Vorposten von Ilijitsch) aufgeführt
- 1966: Juliregen (Ijulski doschd)
- 1970: Leuchte, mein Stern, leuchte (Gori, gori moja swesda)
- 1970: Es war im Monat Mai (Byl messjaz mai) (TV-Zweiteiler)
- 1972/76: Und dennoch glaube ich (I wsjo-taki ja werju) – Dokumentarfilm von Michail Romm, nach dessen Tod von Chuzijew und Elem Klimow fertiggestellt
- 1984: Das Nachwort / Der Besuch (Posleslowije)
- 1991: Infinitas (Beskonetschnost)
- 2001: Menschen von 1941 (Люди 1941 года Ljudi 1941 goda) – Dokumentarfilm